# Nové Sady (Olomouc)
Nové Sady (německy Neustift, též Neudörfel; dříve také Novosady) jsou bývalá obec, nyní městská čtvrť a katastrální území na jih od centra statutárního města Olomouce s cca 14 tisíci obyvateli, je tedy druhou největší městskou čtvrtí.
Nachází se zde kostel Sv. Filipa a Jakuba, městská čistírna odpadních vod nebo železniční zastávka Olomouc-Nové Sady. Působí zde fotbalový klub FK Nové Sady.

## Historie
Ves byla původně založena městem Olomoucí roku 1314 na pozemcích, které mu daroval král Jan Lucemburský, přičemž měla mít za vzor už dříve založenou Holici. Od toho také pochází její německý název Neustift. Rozkládala se na jih od Blažejské brány mezi řekou Moravou a již zaniklým potokem Povelka a její obyvatelé, živící se různými řemesly, pěstováním zemědělských plodin a především rybářstvím, byli pokládáni za občany města. Rozvoj osady ale přerušila výstavba olomoucké pevnosti, všechny domy i s kapličkou byly po roce 1757 zbořeny a místní obyvatelé se museli přesídlit asi jeden kilometr jižněji (dnes ulice Střední novosadská a Dolní novosadská), kde si vzhledem k větší vzdálenosti od města v letech 1773–1775 postavili kostel sv. Filipa a Jakuba s vlastním hřbitovem. Nové Sady se díky tomu později staly sídlem nové farnosti, zahrnující též sousední Povel, jenž zůstal na Nové Sady částečně navázán i poté, co se obě vesnice staly po roce 1850 samostatnými politickými obcemi, neboť zde fungovala také pošta nebo četnická stanice.
Nové Sady byly až do roku 1945 vesnicí převážně německou, šlo o součást olomouckého jazykového ostrova, např. k roku 1890 zde žilo 1214 Němců a jen 54 Čechů. Byly zde také dvě německé školy, zatímco česká veřejná škola byla otevřena až v roce 1913. Významnější byl i německý společenský život, o což se staraly spolky „Casino“, Svaz Němců, pěvecké sdružení, tělocvičný Turnverein a další, z českých zde trochu se zpožděním začala působit např. Národní jednota nebo Sokol (1909). Poměry mezi oběma národnostmi se pak vyrovnaly až ve 30. letech 20. století, ačkoli už v roce 1919 se Nové Sady začlenily do Velké Olomouce. Průmysl se nikdy více nerozvinul, přestože zde byl již dříve zřízen hamr nebo papírna a od roku 1870 tudy vedla železnice Olomouc–Prostějov–Nezamyslice (trať 301). Významnějšími podniky v první polovině 20. století byly např. Neoralova výroba tvarůžků a zpracování známého novosadského zelí, Obranského závod Primalit na barviva a stavební hmoty nebo Lošťákova továrna na různé výrobky pro stavebnictví. Víceméně venkovskou tvář Nových Sadů od 60. let ovšem změnila výstavba největšího olomouckého sídliště, zasahujícího přes Povel až na území Nové Ulice.
| Rok      | 1869 | 1880 | 1890 | 1900 | 1910   | 1921   | 1930   |
| -------- | ---- | ---- | ---- | ---- | ------ | ------ | ------ |
| Obyvatel | 1014 | 1030 | 1286 | 1789 | 2173   | 2534   | 2898   |
| Domů     | 99   | 102  | 117  | 143  | 183    | 204    | 270    |
| Rok      | 1950 | 1961 | 1970 | 1980 | 1991   | 2001   | 2011   |
| Obyvatel | 3847 | 4296 | 4839 | 4059 | 10 814 | 14 472 | 13 747 |
| Domů     | 420  | ?    | 479  | 459  | 579    | 638    | 686    |

1. ↑  Z toho 1522 osob národnosti československé, 1316 německé a 60 ostatních.[8]